# Castel Giorgio
Castel Giorgio település Olaszországban, Terni megyében. Lakosainak száma 2021 fő (2023. január 1.). Castel Giorgio Acquapendente, Bolsena, Castel Viscardo, Orvieto és San Lorenzo Nuovo községekkel határos.

## Népesség
A település népességének változása:
| Lakosok száma | 2124 | 2090 | 2021 |
|               | 2017 | 2018 | 2023 |